# جزيرة ساو تومي
جزيرة ساو تومي هي جزيرة تابعة لساو تومي وبرينسيب ,تقع في خليج غينيا في أرخبيل خليج بيافرا. يبلغ عدد سكانها 157،000 نسمة (بكثافة 184 شخص لكل كيلومتر مربع) وذلك حسب إحصائيات سنة 2009. يبلغ ارتفاعها عن سطح البحر قرابة 2،024 متر. تبلغ مساحتها 854 كم². أعلى قمة فيها بيكو دي ساو تومي.